# Bonnie Bartlett
Bonnie Bartlett est une actrice américaine née le 20 juin 1929 à Wisconsin Rapids, en Wisconsin aux États-Unis.
Elle est connue notamment pour son rôle de Grace Edwards dans La Petite Maison dans la prairie et pour son rôle de mère, dans le film Jumeaux, sorti en 1988, avec Arnold Schwarzenegger et Danny Devito.

## Biographie
Bonnie Bartlett est née dans le Wisconsin, de Carrie et E.E. Bartlett, et a grandi dans l'Illinois. Elle a rencontré son mari, l'acteur William Daniels, à l'Université. Ils se sont mariés en 1951. En 1961, elle a donné naissance à un fils, qui est mort au bout de 24 heures. Le couple a adopté plus tard deux enfants, Michael et Robert.

## Filmographie
- 1951 : Love of Life (série télévisée) : Ellie Crown (1951) / Vanessa 'Van' Dale Raven Sterling (1955-1959)
- 1974 : Murder or Mercy (TV) : Elena Champion
- 1974 : La Petite Maison dans la prairie (série télévisée) : Grace Snider Edwards (1974 à 1979)
- 1975 : La Légende de Lizzie Borden (The Legend of Lizzie Borden) (TV) : Sylvia Knowlton
- 1976 : Le Dernier nabab (The Last Tycoon) : Brady's secretary
- 1977 : Navire en détresse (Killer on Board) (TV) : Debra Snowden
- 1977 : Intrigues à la Maison Blanche (Washington: Behind Closed Doors) (TV) : Joan Bailey
- 1978 : L'Affaire Peter Reilly (A Death in Canaan) (TV) : Teresa Noble
- 1979 : Ça glisse... les filles ! (California Dreaming) de John D. Hancock : Melinda Booke
- 1979 : Ike (mini-série) : Mamie Eisenhower
- 1979 : Promises in the Dark de Jerome Hellman : Nurse Farber
- 1979 : Les Vampires de Salem (Salem's Lot) (TV) : Ann Norton
- 1979 : The Last Word de Roy Boulting : Mrs. Garrity
- 1980 : A Perfect Match (TV) : Judge Greenburg
- 1980 : Vol et mariage, un cas de conscience (Rape and Marriage: The Rideout Case) (TV) : Norma Joyce
- 1980 : Graine d'amour (Seed of Innocence) : Velma
- 1981 : Blind Tom: The Story of Thomas Bethune
- 1981 : All Night Long : Patricia
- 1981 : She Drinks a Little (TV) : Miriam Scott
- 1981 : Loin de chez soi (A Long Way Home) (TV) : JoAnn Booth
- 1982 : Frances : Studio Stylist
- 1983 : V (TV) : Lynn Bernstein
- 1983 : Dempsey (TV) : Celia Dempsey
- 1984 : Love Letters : Maggie Winter
- 1984 : Celebrity (feuilleton TV) : Aunt Mabel Hofmeyer
- 1985 : Malice in Wonderland (TV) : Ida Koverman
- 1986 : Welcome Home
- 1986 : Nord et Sud 2 (feuilleton TV) : General's Wife
- 1986 : Au-dessus de tout soupçon (The Deliberate Stranger) (TV) : Louise Bundy
- 1987 : Piège mortel (Deadly Deception) (TV) : Marge Shoat
- 1987 : Right to Die (TV) : Lillian
- 1988 : Police Story: The Watch Commander (TV) : Margaret Wilson
- 1988 : Jumeaux (Twins) : Mary Ann Benedict
- 1989 : Arabesque (série télévisée) (Saison 6, épisode 2, "le secret de la confession" (Seal of the confessional)) : Marilyn North
- 1990 : Le Grand Tremblement de terre de Los Angeles (The Big One: The Great Los Angeles Earthquake) (TV) : Anita Parker
- 1993 : Le Complot de la haine (Bloodlines: Murder in the Family) (TV) : Ruth
- 1993 : Président d'un jour (Dave) d'Ivan Reitman : Female Senator
- 1993 : Donato père et fille (Donato and Daughter) (TV) : Renata Donato
- 1993 : La Vérité à tout prix (Victim of Love: The Shannon Mohr Story) (TV) : Lucille Mohr
- 1994 : Où sont mes enfants? (Where Are My Children?) (TV) : Judge Carol Jean Woods
- 1994 : A Perry Mason Mystery: The Case of the Grimacing Governor (TV) : Rosemary Sutter
- 1994 : Retour vers le passé (Take Me Home Again) (TV) : Sylvia
- 1995 : The Courtyard (TV) : Cathleen Fitzgerald
- 1995 : La Mémoire volée (See Jane Run) (TV) : Doris Ravenson
- 1995 : The Grass Harp : Mrs. Buster
- 1995 : Seulement par amour (In the Name of Love: A Texas Tragedy) (TV) : Aunt Alice
- 1996 : Family Blessings (TV) : Mavis Lallek
- 1996 : Shiloh : Mrs. Wallace
- 1996 : Les Fantômes du passé (Ghosts of Mississippi) : Billie DeLaughter
- 1997 : Trahison intime (Sleeping with the Devil) (TV) : Stasha Dubrovich
- 1998 : Primary Colors : Martha Harris
- 1998 : Stargate SG-1 (Stargate SG-1) (TV) : Linéa
- 1998 : Urgences : Ruth Greene (Mère du Dr Greene)
- 1999 : Shiloh II (Shiloh 2: Shiloh Season) : Mrs. Wallace
- 1999 : Morinie: Une leçon de vie (Tuesdays with Morrie) (TV) : Charlotte
- 2003 : NCIS : Enquêtes spéciales : (TV) : Dr Silvia Chalmers
- 2004 : It Must Be Love (TV) : Kate Gazelle
- 2006 : Saving Shiloh : Mrs. Wallce
- 2008 : Grey's Anatomy : Rosemary Bullard (saison 5 épisode 7 : Au cœur de la compétition)
- 2017 : Better Call Saul : Helen (saison 3 épisode 9 et 10)